# تابع درجه چهار

نمودار یک تابع درجهٔ چهار، این تابع سه نقطهٔ بحرانی و چهار ریشهٔ حقیقی دارد. (بدون ریشهٔ مختلط)

تابع درجه چهار در جبر عبارت است از تابعی به شکل
{\displaystyle f(x)=ax^{4}+bx^{3}+cx^{2}+dx+e,}
که در آن a عددی ناصفر است و این عبارت به شکل یک چندجمله‌ای درجهٔ چهار است.
گاهی تابع درجه چهار به شکل توان دو یک تابع درجه دو است در این حالت ضرایت xهای با توان فرد، صفر خواهد بود در این صورت، عبارت به شکل زیر خواهد بود:
{\displaystyle f(x)=ax^{4}+cx^{2}+e.}
یک معادلهٔ درجهٔ چهار، معادله‌ای است که در آن یک چندجمله ای با درجهٔ چهار برابر با صفر قرار داده شده باشد:
{\displaystyle ax^{4}+bx^{3}+cx^{2}+dx+e=0,}
در رابطهٔ بالا a عددی ناصفر است.
مشتق یک تابع درجهٔ چهار، یک تابع درجه سه است.

## نسبت طلایی
اگر F و G دو نقطهٔ عطف تابع درجهٔ چهار باشند و H محل تلاقی پاره‌خطی FG با منحنی باشد، نزدیک‌تر به G تا F، آنگاه G پاره‌خط FH را به نسبت طلایی تقسیم می‌کند.
{\displaystyle {\frac {FG}{GH}}={\frac {1+{\sqrt {5}}}{2}}={\text{the golden ratio}}.}